# 行動代號：孫中山
《行動代號：孫中山》（英語：Meeting Dr.Sun），2013年由台灣導演易智言執導的喜劇電影，曾獲2014年金馬獎最佳原創劇本及臺北電影獎最佳編劇獎。張耀升於2014年將其改編爲小說。該故事記敘了兩名臺北最窮的高中生都想要偷走儲藏室中廢棄的孫文銅像的故事。

## 角色

### 少年軍團
| 角色名稱 | 本名   | 組別   |
| -------- | ------ | ------ |
| 阿左     | 詹懷雲 | 阿左組 |
| 佑佑     | 蔡承恩 | 阿左組 |
| 大隻     | 石康均 | 阿左組 |
| 小鬼     | 王裕城 | 阿左組 |
| 小天     | 魏漢鼎 | 小天組 |
| A漫      | 袁加樂 | 小天組 |
| 阿中     | 楊奕晨 | 小天組 |
| 阿丹     | 高正倓 | 小天組 |

### 特別演出
- 張孝全
李千娜
洪都拉斯
楊淑君
黃河
張書豪
胡瑋杰

## 獎項
| 年度 | 授獎單位             | 項目                   | 名字             | 結果 |
| ---- | -------------------- | ---------------------- | ---------------- | ---- |
| 2014 | 第51屆金馬獎         | 最佳新演員             | 魏漢鼎           | 提名 |
| 2014 | 第51屆金馬獎         | 最佳原著劇本           | 易智言           | 獲獎 |
| 2014 | 2014年台北電影節     | 最佳編劇               | 行動代號：孫中山 | 獲獎 |
| 2015 | 第10屆大阪亞洲電影節 | 最佳影片（Grand Prix） | 行動代號：孫中山 | 獲獎 |
| 2015 | 第10屆大阪亞洲電影節 | 觀眾票選               | 行動代號：孫中山 | 獲獎 |
| 2015 | 第9屆亞洲電影大獎    | 最佳新演員             | 詹懷雲           | 提名 |

## 外部連結
- 《行動代號：孫中山 （页面存档备份，存于） 》在香港雅虎的電影頁面（繁體中文）
- Yahoo奇摩電影上《行動代號：孫中山》的資料（繁體中文）
- 開眼電影網上《行動代號：孫中山》的資料（繁體中文）
- 香港影庫上《行動代號：孫中山》的資料（繁體中文）
- 时光网上《行動代號：孫中山》的資料（简体中文）
- 豆瓣电影上《行動代號：孫中山》的資料 （简体中文）
- AllMovie上《行動代號：孫中山》的资料（英文）
- 互联网电影数据库（IMDb）上《行動代號：孫中山》的资料（英文）